# Sera/India
Sera (1975) è uno dei pochi 45 giri delle Orme concepiti sin dall'inizio per rimanere semplicemente un singolo. Dopo le atmosfere classicheggianti e accademiche del difficile album Contrappunti, i musicisti convennero con la casa discografica che era opportuno tornare a proporre al pubblico delle composizioni più semplici, linea che avrebbero cercato di seguire con questo e con i due 45 giri successivi.
È l'ultima canzone prodotta dal gruppo prima di passare dalla formazione a trio ad un quartetto. Il testo illustra la fatica e le frustrazioni del giorno, sottolineate dai duri colpi del basso e della batteria (ogni giorno la certezza di una porta chiusa in faccia); nel ritornello, assai più orecchiabile, si lascia posto alla speranza, annunciata dall'arrivo della sera. Il pezzo venne presentato al Festivalbar 1975.
Per il retro del disco si ripropone India, già uscita prima in Contrappunti; è la canzone di protesta contro l'introduzione della bomba atomica da parte del governo indiano.
Il singolo passa quasi inosservato dal grande pubblico. Dopo l'esperienza del singolo, le Orme si tramutano in quartetto per poi andare ad incidere a Los Angeles. Sera scompare dai circuiti commerciali, se si fa eccezione per una raccolta economica. Solo dopo decenni, la canzone viene onorata con la pubblicazione nella Studio Collection 1970-1980.
Testo e musica sono di Antonio Pagliuca e Aldo Tagliapietra.

## Formazione
- Aldo Tagliapietra - voce, basso
- Tony Pagliuca - tastiere
- Michi Dei Rossi - batteria